# 明尼苏达森林狼
明尼蘇達灰狼（英語：Minnesota Timberwolves）是位於美國明尼蘇達州明尼亞波利斯的NBA球隊，分屬於西區的西北組，主場為標靶中心。

## 歷史

### 1989-1995：建隊初期
1989年11月3日，灰狼處女秀以106:94輸給西雅圖超音速。五天後，灰狼在自家主場Hubert H. Humphrey Metrodome首次亮相，然而以96:84輸給芝加哥公牛。11月10日，灰狼總算迎來了他們的首勝，於自家主場以125:118擊敗費城76人。最終在Tony Campbell平均單場23.2分的帶領下，以22勝60敗的戰績結束此次球季，在中西部分區的排名為第六。擴展中的灰狼隊為自家主場Metrodome吸引了一百萬人次的球迷（根據NBA提供的出席紀錄），包括1990年4月17日，為NBA史上第三多：49551人聚集在這裡，看著灰狼本季最後一次在主場出賽，最終以99:88輸給丹佛金塊。
緊接而來的新球季，全隊移動到他們長久以來的主場─標靶中心，並以略為改善的戰績：29勝53敗結束球季。然而因開除了教練Bill Musselman，改任用前塞爾提克教頭Jimmy Rodgers接任的作法，導致灰狼在1991-92球季的表現再度跌落谷底，以NBA最爛的戰績15勝67敗結束球季。為了尋求新轉機，灰狼隊又聘請了前底特律活塞總裁Jack McCloskey擔任同樣的職務，但即使在第一輪選秀選中了備受期待的克里斯蒂安·莱特纳和伊塞亞·萊德，灰狼隊仍然無法在雙城成功複製McCloskey過去創建「壞孩子軍團」的成功模式，分別以19勝63敗和20勝62敗的戰績結束之後的兩季。這個時期少數的幾個亮點之一，便是萊德在1994年於Target Center舉辦的全明星賽灌籃大賽中使出的雙腿之間「東灣放克暴灌」。
1994年，Ratner和Wolfenson差點就要在NBA老闆們駁回搬遷申請之前，把球隊出售給在紐澳良的買主，最後終於由葛倫·泰勒買下球隊，並任命凱文·麥克海爾為新總裁。1994-95球季，灰狼隊以21勝61敗的戰績結束球季。

### 1995-2007：賈奈特時代
1995年選秀會，灰狼在第一輪第5順位選中了高中高材生凱文·賈奈特，並任命菲利普·桑德斯為教頭。將克里斯蒂安·莱特纳跟Sean Rooks交易到亞特蘭大老鷹，換來安德鲁·朗和斯普德·韦布。並且用在第一輪選中的唐耶尔·马歇尔換來金州勇士前鋒湯姆·古格里奧塔。上述交易全是以新秀賈奈特為中心來進行的。凱文·賈奈特在新人球季便創下了平均得分10.4的成績，助灰狼在中西部分區排名第五，以26勝56敗的戰績結束球季。
1996年，灰狼在選秀會中又挑中了另一個明星球員來補強戰力，把雷·艾倫交易到密爾瓦基公鹿，換來了第四順位的史蒂芬·馬布里。除了史蒂芬·馬布里給全隊帶來了正面的影響外，凱文·賈奈特和湯姆·古格里奧塔雙雙成為了灰狼隊史上首個被選入全明星隊的球員。他們率領灰狼以40勝42敗戰績打進了隊史首次季後賽，然而卻立刻被休士頓火箭直落三橫掃出局。
為了改變形象，更換了隊徽和代表色，加入黑色，並且以一頭被密林籠罩、咆哮中的狼作為新隊徽，取代了原本的隊徽，甚至在季中把地板換成了鑲木的。
1998年，與史密斯签约，由于该队拥有全明星大前锋凯文·加内特，史密斯更多的作为小前锋出场，表现不错。但是在2000年，史密斯被揭发出与森林狼总经理凯文·麦克海尔有秘密约定，麦克海尔承诺两年后会给史密斯提供上千万美元的肥约，以换取其以低薪加盟。森林狼因此被处以350万美元罚款，并被剥夺了三个首轮选秀权（2001、2002、2004年。最初为五个，后来又返还了两个）。
2004年，灰狼在『狼王』凱文·賈奈特、山姆·卡塞爾以及拉崔爾·史普利威爾三人的帶領下，取得58勝24敗的西區聯盟最佳戰績，他們三人被稱為『灰狼三頭怪』。球隊也睽違多年闖進季後賽第二輪，終止了季後賽第一輪被淘汰的窘境，然而在西區決賽，敗給了洛杉磯湖人。自此之後直至2017年為止的13年，灰狼皆未進入季後賽，是當時的NBA最長紀錄。

### 2007-2015：重建

#### 2007-2010
7月31日，灰狼將隊中主將凱文·加內特交易至波士頓凱爾特人隊，換來艾尔·杰弗逊，西奧·拉特利夫，杰拉德·格林，塞巴斯蒂安·特爾費爾，萊恩·高梅茲以及兩個首輪選秀權與現金。這是在NBA歷史上的單一位球員交易中最大的組合。本季灰狼以22勝60敗，與灰熊並列為西區墊底戰績。而加內特和凱爾特人隊贏得了2008年NBA冠軍。
灰狼在NBA選秀會以第三順位選中O·J·梅奥，隨後在與曼菲斯灰熊隊的交易中換來了第5順位新秀凱文·洛夫。為了慶祝球隊歷史上的20週年，灰狼推出了新的標誌和球衣，並更換場地設計。2008年12月8日，以23分之差輸給了洛杉磯快艇，戰績成為4勝15敗後，灰狼隊解僱了總教練蘭迪·惠特曼和主管凱文·麥克海爾。麥克海爾也放棄他的副總裁兼籃球運營部的職責。本季灰狼以24勝58敗作收。
灰狼選進西班牙籃球神童瑞奇·盧比歐，但盧比歐因為歐洲母隊的合約關係直至2011-12球季才向灰狼隊報到。本季灰狼以15勝67敗作收。

#### 2010-2014
灰狼在『愛神』凱文·洛夫打出每場平均20.2分、15.2個籃板以及2.5次助攻的成績之下，雖然戰績仍然低迷，但看到球隊未來的一道曙光。
2011~2012年，在NBA勞資雙方的爭議中成為縮水賽季。瑞奇·盧比歐前來灰狼隊報到，盧比歐繳出了10.6分8.2助攻2.2抄截的新生代控衛水準。然而本季灰狼受傷兵問題困擾，仍以26勝40敗的低迷戰績作收。
2013~2014賽季，灰狼繳出40勝42敗的戰績，雖然在西區排名第10，離五成勝率只差一場，但灰狼的戰績卻比當季東區老八亞特蘭大老鷹還好。

#### 2014-2015
2014年6月6日，菲利普·桑德斯重回明尼蘇達灰狼隊擔任總教練，但緊接著他被診斷出患有霍奇金淋巴瘤；在他的恢復過程中，職位由他的助理教練－前多倫多暴龍總教練薩姆·米切爾代理。 2015年10月25日，桑德斯逝世，享年60歲。由米切爾正式接任總教練。
2014年6月24日，灰狼在NBA選秀以第一輪第十三順位選中扎克·拉文，希望他的長期發展潛力能幫助球隊重建。
2014年8月7日，灰狼與克里夫蘭騎士以及費城76人達成三方協議，將陣中主將凱文·洛夫交易給騎士，換取當年的狀元郎安德魯·威金斯，還同時得到安東尼·貝內特與2015年的一個受保護選秀權；另外76人的賽迪斯·楊恩也交易到灰狼。
安德魯·威金斯一到灰狼便繳出優秀成績，頗有新一代狼王的架勢，在NBA生涯一開始便連續四個月奪得最佳新秀，最後更以場均16.9分4.5籃板獲選年度最佳新秀。
這個賽季灰狼繳出16勝66敗的戰績，在西區排名墊底。雖然戰績淒慘，但在外多年的『狼王』賈奈特在生涯最後一季回歸，增添不少話題。

### 2015-2020 ：唐斯及威金斯時代

#### 2015-2017年
2015年6月26日NBA選秀，灰狼於首輪第一順位選中卡爾-安東尼·唐斯，該者在生涯前10場比賽中，場均可得15.5分、10.2個籃板和2.2個蓋帽。由他配合安德魯·威金斯，形成雙狀元戰力；再加上傷癒復出的籃球神童里奇·盧比奧，以及近來表現亮眼的年輕板凳扎克·拉文，灰狼成為一支很有潛力的球隊。
然而自2016年開始，灰狼戰績每況愈下，球隊的問題也慢慢顯現出來；由於安德魯·威金斯個性過於溫和，再加上先發位置被換到得分後衛，在戰術調度之下，球權減少許多，整個球隊的主要進攻漸漸轉移到勇於表現的唐斯身上，威金斯的場均則掉落到低於20，表現遠不如上半季。這支年輕球隊未來要走的路，還很漫長。
2016年2月3日，灰狼靠著安德魯·威金斯31分的火力支援，加上唐斯跟拉文各得17分，以108:102擊敗洛杉磯快艇，終結對快艇的14連敗。
2016年3月22日，灰狼不敵勇士，確定連續12個賽季無緣季後賽。
雖然灰狼的戰績依舊沒有起色，但明星賽周的表現卻是特別搶眼。唐斯成為首位奪下技術挑戰賽冠軍的中鋒；拉文也連莊灌籃王。
2016年4月6日，灰狼作客金州，與追求第70勝的勇士展開對決，雙方激戰到延長賽，最終灰狼靠著唐斯兩記精彩上籃拉開比數，讓勇士苦吞第9敗。
2016年4月13日，例行賽最後一場比賽，灰狼得到144分大勝紐奧良鵜鶘，賽後球隊的臨時主帥米切爾被解除了臨時主教練職務，灰狼隊開始尋找的新任教練。
這個賽季灰狼戰績仍是不佳，但許多小細節讓大家開始關注這支潛力破表的球隊，例如威金斯的回穩、扎克·拉文和Dieng的提升、盧比奧的進化，唐斯的加入。這位新科狀元剛進NBA就被拿來和許多傳奇球星比較，而他也不負眾望，一人包辦新人獎，讓大家對這支球隊開始有所期待。
2016年5月16日，唐斯拿下年度最佳新人第一名全部選票，榮獲2016年NBA新人王。唐斯本季場均18.3分10.4籃板1.7火鍋，投籃命中率54.3%。此外，他也拿下了本季西區每個月的單月最佳新人。
2016年4月20日，灰狼宣布與前公牛總教練湯姆·希伯杜达成了5年协议擔任總教練，同時身兼籃球營運總裁。
灰狼本季的成長有目共睹，但只有華麗程度媲美勇士、騎士的進攻是不行的。雖然錫伯杜過去擔任綠衫軍副帥與風城主帥時十分強調防守，這批年輕的狼群防守端卻是慘不忍睹，進步程度自然不足以重返季後賽。

#### 2017-2018賽季
儘管天分破表，年輕的灰狼卻始終無法將天賦轉化為戰績。這也讓高層在這個暑假展開一連串操作：6月23日用拉文、鄧恩為籌碼，從公牛換得吉米·巴特勒；7月1日將魯比歐交易到爵士，換來隔年首輪選秀權；接著溜馬主控傑夫·蒂格以3年5500萬美元加盟灰狼；7月3日雷霆大前鋒泰·吉布森以2年2千8百萬美元合約加盟，同時快艇砍將賈馬爾·克勞福德也帶槍投靠北大荒。
用一部分的年輕潛力股換得即戰力後，灰狼的表現脫胎換骨，不但開季就殺進西區前8，更進一步挺進西區前4，高居西北組第1。甚至還接連打敗騎士、雷霆等季後賽勁旅。然而在巴特勒進傷兵名單後，灰狼的防守開始露出破綻，排名也逐漸被爵士、雷霆、鵜鶘等追兵超越，原本看似一片光明的前途蒙上陰影，這也讓灰狼緊急簽下飆風玫瑰德瑞克·羅斯應急。
本季的西區扣除火箭和勇士，第3到第10名一片混亂。灰狼雖然差點摔出前8，所幸及時穩住陣腳，並在例行賽最終戰靠著唐斯與巴特勒聯手，帶領灰狼以112：106咬碎戰績相同的丹佛金塊，拿下睽違13個賽季的季後賽門票。
然而，第8種子的灰狼，第1輪就要碰上聯盟龍頭休士頓火箭，最後以1比4落敗，結束球季。

#### 2018-2019賽季
「狼皮牛骨」的隊形讓灰狼成功重返季後賽，卻因此步入下一個十字路口。隨著他們的成長茁壯，原先得以安逸隱居的森林被削平，變成列強逐獵的尖銳木樁。而最大的未爆彈就是主將巴特勒。灰狼球團與巴特勒因提前續約問題而談判破局，又以5年1.9億美元頂薪延長唐斯合約。然而唐斯與威金斯的職業態度卻讓巴特勒相當不滿，也讓灰狼的季後賽席位開季前就飽受威脅。
雖然主場開幕戰巴特勒以實際行動堵住狼迷的噓聲，狼群戰績還是在如此內鬨風暴中七上八下，讓球團最後找到76人清掉這名麻煩人物。
2019年1月6日，灰狼主場108：86大勝湖人後，賽後隨即開除錫伯杜，由先總教練菲利普·桑德斯之子萊恩·桑德斯代理總教練一職。本賽季灰狼以36勝46負，西區第11名作收。

#### 2019-2020賽季
開季一度以7勝2負衝上西區第二的灰狼，隨著時間過去，數波連敗讓灰狼漸漸回到後段班行列。2020年2月6日，灰狼送出安德魯·威金斯，一個2021年首輪前3順位受保護選秀權，以及一個2021年二輪選秀籤，從勇士換得德安傑洛·羅素、史佩爾曼、伊凡斯。
3月11日，由於美國2019冠状病毒病疫情嚴峻，加上有球員確診，賽季被迫中斷。灰狼戰績19勝45負，在西區僅贏過墊底的金州勇士，排名西區第14名，無緣參加7月下旬的泡泡園區。

### 2020- ：愛德華茲時代

#### 2020-2024：愛德華茲與唐斯組合

##### 2020-2021賽季
2020年8月20日，在2020年樂透選秀抽籤中，狀元籤獎落明尼蘇達，由灰狼代表後衛羅素抽中。這是灰狼隊史第二支狀元籤，第一支在2015年NBA選秀上選擇了唐斯。
11月18日，在2020年NBA選秀上，灰狼用状元签選擇了來自喬治亞大學的得分后卫安東尼·愛德華茲。
2021年2月21日，灰狼99：103輸給紐約尼克後決定開除總教練桑德斯，由暴龍助理教練克里斯·芬奇接手。
4月10日，ESPN記者阿德里安·沃那羅斯基證實，前MLB球星「A-ROD」艾力士·羅德里奎茲與前沃爾瑪電商部門負責人馬克·洛爾以15億美金的價格收購灰狼以及WNBA的明尼蘇達山貓。收購程序約會在2023年完成。
5月16日，球季最後一場例行賽，灰狼在主場以136:121擊敗達拉斯獨行俠。本季戰績23勝49負，排名西區第13。

##### 2021-2022賽季
2022年4月7日，雖然灰狼127：121險勝聖安東尼奧馬刺，由於丹佛金塊稍早以122：109擊敗早已確定第二種子的曼斐斯灰熊，確定打附加賽對手是洛杉磯快艇。
灰狼在主場對戰快艇，兩隊激戰到最後一刻，灰狼在主將唐斯犯滿畢業的情況下，靠著羅素和本季狀元愛德華茲合砍59分的精采表現，在末節完成逆轉，以109:104取勝、拿下西區第7的名次，確定晉級季後賽與第二種子曼斐斯灰熊交手。
NBA季後賽首戰，灰狼在客場以130:117大勝灰熊，球隊新星愛德華茲全場攻下36分6助攻，寫下聯盟史上季後賽最年輕第3高分的紀錄。
第二戰，雖然愛德華茲的20分為最高，唐斯整場只出手7次得到15分11籃板2阻攻，兩人各出現5次失誤；羅素11分4助攻，連兩戰進攻狀態都不理想，合計22投僅5中。而首戰拿到23分的畢斯利，此役同樣熄火，只得到7分，灰狼攻防兩段失常表現，讓灰熊將領先狠狠拉開到30分以上，終場灰狼以96比124慘敗，系列賽扳成1比1平手。
分別在第2節初與第3節末兩度浪費多達20分領先，決勝節賽況一面倒，灰狼完全找不到準星又遇到單節僅拿12分的窘境，越戰越勇的灰熊則彷彿殺紅眼，在克拉克禁區攪和，搭配三分火力復甦，貝恩與布魯克斯輪流建功，最終灰狼以95比104遭到逆轉，系列戰陷入1比2落後。
第4戰，灰狼在主場以119比118險勝灰熊，避免落入1勝3敗被聽牌局面，而這場比賽雙方一共被吹了56次犯規，其中灰熊就累積33次，全隊4人至少4次犯規，4人至少5次犯規纏身，傑克森還犯滿提前離場。
第5戰，灰狼彷彿重現第3戰遭驚天逆轉惡夢，末節再度花光雙位數領先，且莫蘭特決勝關頭精彩致勝上籃立下大功，率灰熊以111比109逆轉，令灰狼陷入2比3落後。
最終灰狼在系列賽以2比4遭到淘汰，結束賽季。

##### 2022-2023賽季：傷病與內耗，止步季後賽首輪
2023年4月9日，灰狼以151：131大勝已無緣季後賽的聖安東尼奧馬刺，確定打附加賽對手是洛杉磯湖人，在4月11日於洛杉磯迎戰湖人爭奪第七種子，儘管灰狼陷入內鬨及傷兵雙重打擊，仍展現強大競爭力，康利命中關鍵3罰，將比賽拖入延長賽，不過灰狼延長賽延續第四節低迷的投籃並發生大量失誤，最終以102：108吞下敗仗，需要面對雷霆以爭奪最後一張西區季後賽門票。灰狼靠著唐斯在禁區強硬取分，全場繳出28分11籃板「雙十」成績，率領球隊以120比95打退雷霆搶下西區季後賽最後一張門票，首輪將面對由約基奇率領的第一種子金塊。
雖一度追回最多21分落後，但在西部頭號種子金塊在第4節穩住陣腳，靠著穆雷單節貢獻10分，全場狂飆40分建功，灰狼以愛德華茲的41分最佳，戈貝爾19分居次，湯斯拿10分、12籃板，但球隊終場以121：113輸球，帶著2連敗回到主場。
回到主場的灰狼展示出活力，緊咬比分，金塊第三節將分差拉大到兩位數，愛德華茲連續得分再次縮小分差，將勝負的懸念保持到第四節，金塊全員皆兵始終保持領先，灰狼難以扭轉劣勢，灰狼以111比120苦吞失利，季後賽首輪3連敗被聽牌。
4月26日，灰狼客場迎戰金塊。本場比賽雖然有愛德華茲繳出29分8籃板7助攻，雙塔的唐斯拿下26分11籃板，戈貝爾則貢獻16分15籃板。但在金塊約基奇交出「大三元」表現，轟下28分17籃板12助攻。半場前兩隊數度交換領先位置，直到比賽末節戰況都呈現膠著。最終約基奇關鍵的進算加罰拉開比分，灰狼以109：112敗給金塊，系列賽以1：4，結束季後賽之旅。

##### 2023-2024賽季：前進西區冠軍賽
灰狼例行賽最終成績為56勝26負，並且在此賽季亦為2003-04賽季之後，再次於例行賽取得50勝，且以西區第三種子晉級季後賽；季後賽首輪以4：0橫掃第六種子鳳凰城太陽，為隊史首次橫掃對手，並睽違20年再次晉級次輪；次輪對決衛冕軍丹佛金塊，系列賽兩隊各在1場主場及2場客場拿下勝利，「前六戰」打完雙方形成3比3的平手局面。灰狼於第七戰以98：90逆轉獲勝，睽違20年重返西區冠軍賽；西決以1：4不敵第五種子達拉斯獨行俠，結束驚奇之旅。

#### 2024-：愛德華茲與兰德尔組合
2024年10月3日，灰狼、尼克與黃蜂的三方交易案正式拍板，灰狼將唐斯（Karl-Anthony Towns）送出與尼克換取朱利叶斯·兰德尔（Julius Randle）、多特·迪文琴佐（Donte DiVincenzo）和交易權，整筆三方交易案將涉及8名球員以及4個選秀權、1個簽約權和部分交易現金。并正式确定以爱德华兹为核心的建队方针。
2025年4月，延宕多時的球隊所有權轉讓宣告塵埃落定，Glen Taylor將以原先議定的15億美元價碼讓出球隊。這筆交易將在NBA董事會的多數同意之後正式生效。同月，季後賽開打，首輪以4：1戰勝第三種子洛杉磯湖人，晉級季後賽次輪，並成為第3支第六種子的隊伍在次輪獲得主場優勢；且於次輪再以相同場數拿下史蒂芬·柯瑞受傷缺陣的第七種子金州勇士，連續兩年晉級西區冠軍賽，一改之前兩次第六種子隊伍輸球收場的結局；西決以1：4不敵西區第一奧克拉荷馬雷霆，連兩年止步西決。

## 退休球衣號碼
| 明尼蘇達灰狼退休背號 | 明尼蘇達灰狼退休背號 | 明尼蘇達灰狼退休背號 | 明尼蘇達灰狼退休背號 | 明尼蘇達灰狼退休背號 |
| 背號                 | 球員                 | 位置                 | 時間                 |                      |
| -------------------- | -------------------- | -------------------- | -------------------- | -------------------- |
| 2                    | 馬里克·希利          | 前鋒                 | 1999–20001           |                      |
| FLIP                 | 菲利普·桑德斯        | —                    | 1995–2005 2014–20152 |                      |

- 1 2000年5月20日，參加完後輩兼摯友賈奈特的24歲生日派對，希利在回程死於一場酒駕造成的車禍。賈奈特在灰狼跟賽爾提克所穿過的21號跟籃網時期的2號球衣，都是為了緬懷希利。灰狼也將2號球衣引退，以向希利致敬。
- 2 2018年2月15日，灰狼退休了菲利普·桑德斯的名字"FLIP"。桑德斯曾任灰狼隊總經理，並為灰狼執教了11年。2015年9月10日，甫回歸執教一年的桑德斯因霍奇金淋巴瘤進行手術，於同年10月25日病逝。[6]

## 外部連結
- 官方網站 （页面存档备份，存于）（英文）